# Doc Holliday (banda)
Doc Holliday es una banda estadounidense de rock sureño, proveniente de Macon, Georgia, nombrados como el famoso pistolero del Viejo Oeste, Doc Holliday.
Su álbum homónimo ingresó en el Top 30 de la lista Billboard 200 en 1981. Su segundo disco, Doc Holliday Rides Again repitió el suceso. La banda tocaba muchos conciertos en esa época, incluso con artistas de la talla de Black Sabbath entre otros. Debido al fracaso de su tercer álbum en 1983, la banda se separó ese mismo año.
La banda se reunió en 1990. Desde entonces han grabado algunos discos y realizado conciertos especialmente en Europa.

## Músicos

### Alineación original 1981-1983
- Bruce Brookshire - voz, guitarra
- Eddie Stone - teclados
- John Samuelson - bajo
- Ric Skelton - guitarra
- Herman Nixon - batería

### Actuales
- Eddie Stone - teclado, voz
- Rob Walker - guitarra, voz
- Michael Gilbert - guitarra
- Daniel Bud Ford - bajo
- Leroy Wilson - batería

## Discografía

### Estudio
- Doc Holliday - 1981
- Doc Holliday Rides Again - 1981
- Modern Medicine - 1983
- Danger Zone - 1986
- Son of the Morning Star - 1993
- Legacy - 1996
- A Better Road - 2001
- Good Time Music - 2003
- Rebel Souls - 2006

### Directo
- Song for the Outlaw - Live - 1989
- 25 Absolutely Live - 2008

### Compilados
- Gunfighter - The Best of the '90s - 2003
- From The Vault - 2011